# Confédération des employés municipaux et de l'État
La Confédération des employés municipaux et de l'État, en islandais Bandalag starfsmanna ríkis og bæja (BSRB) est une organisation syndicale islandaise affiliée à la Confédération européenne des syndicats, à la Confédération syndicale internationale et au Conseil des syndicats nordiques. 